# Andinobates altobueyensis
Andinobates altobueyensis é uma espécie de anfíbio da família Dendrobatidae.
É endémica da Colômbia.
Os seus habitats naturais são: florestas subtropicais ou tropicais húmidas de baixa altitude e regiões subtropicais ou tropicais húmidas de alta altitude.
Está ameaçada por perda de habitat.